# Scorched
| 전문가 평가      | 전문가 평가 |
| 평가 점수        | 평가 점수   |
| 출처             | 점수        |
| ---------------- | ----------- |
| Blabbermouth.net | 8/10        |
| Classic Rock     | [ 2 ]       |
| KNAC.com         | 4.8/5       |
| Metal Forces     | 8.5/10      |
| Metal injection  | 7/10        |

《Scorched》는 2023년 4월 14일에 발매된 미국의 스래시 메탈 밴드 오버킬의 스물 번째 스튜디오 음반이다. 밴드의 스튜디오 음반 간 가장 긴 간격인 《The Wings of War》 (2019년)에 이어 4년 만에 나온 밴드의 첫 번째 스튜디오 음반이다.

## 배경
오버킬은 빠르면 2019년 10월에 《The Wings of War》의 후속 작업을 진행할 계획을 발표했다. 베이시스트 D.D. 버니가 2020년 4월까지 9곡의 음반을 작곡했으며 밴드는 9월에 녹음을 시작했다. 드럼 트랙은 그 10월까지 완성되었으며 믹싱은 1990년대 후반과 2000년대 초반에 오버킬과 함께 작업한 콜린 리처드슨이 담당했다. 마스터링은 마오르 아펠바움이 맡았다.
《Scorched》의 발매일은 코로나19 범유행으로 인해 여러 차례 연기되었다. 음반은 2021년 4월에 발매될 예정이었으나 곧 2021년 여름 또는 가을로, 이후 2022년 초로, 마침내 2023년 봄으로 미뤄졌다.

## 곡 목록
모든 곡들은 D.D. 버니와 바비 엘스워스에 의해 작사/작곡하였다.
| #   | 제목                     | 재생 시간 |
| --- | ------------------------ | --------- |
| 1.  | 〈Scorched〉             | 6:13      |
| 2.  | 〈Goin' Home〉           | 4:31      |
| 3.  | 〈The Surgeon〉          | 5:33      |
| 4.  | 〈Twist of the Wick〉    | 5:34      |
| 5.  | 〈Wicked Place〉         | 5:00      |
| 6.  | 〈Won't Be Comin' Back〉 | 4:30      |
| 7.  | 〈Fever〉                | 5:33      |
| 8.  | 〈Harder They Fall〉     | 4:23      |
| 9.  | 〈Know Her Name〉        | 5:11      |
| 10. | 〈Bag o' Bones〉         | 4:37      |